# Gare de Dalston Junction
Dalston Junction est une gare du réseau du London Overground située à Dalston dans le borough de Hackney (nord-est de Londres). Son nom vient de sa localisation à l'intersection de Kingsland High Street et de Dalston Lane, ainsi que de très nombreuses lignes de bus.

## Histoire

### Première gare
La station est ouverte le 1er novembre 1865 sur la North London Line lors de son extension vers la gare de Broad Street située dans la City.. 
En 1899, Louise Masset assassine son jeune fils Manfred dans les toilettes de la station. Elle est exécutée le 9 janvier 1900.
La station a fermé en même temps que la ligne, le 27 juin 1986.

### Deuxième gare
Au début de l'année 2005, les restes de l'ancienne station sont détruits et le terrain nettoyé pour la reconstruction de la station dans le cadre de l’extension de la East London Line, désormais intégrée au London Overground. Elle est rouverte le 27 avril 2010. Elle sert actuellement de terminus provisoire jusqu'à la mise en service de la partie ouest de la ligne reliant Dalston Junction à Canonbury et Highbury & Islington. Dalston Junction se trouvera à 250 m de Dalston Kingsland située sur la ligne d'Overground reliant Highbury à Hackney central. TFL ne compte pas pour l'instant fermer cette station et les cartes de son réseau de transport indique toujours la possibilité d'interchanger. Cependant, il sera plus facile de changer à Highbury & Islington ou à Canonbury dès que le lien sera ouvert au courant des mois d'été 2011. 
Une coentreprise entre Balfour Beatty et Carillion supervise la réalisation des travaux de l’extension de la ligne. La construction de la gare de Dalston est dirigé par Mansell, entreprise du groupe Balfour Beatty et la structure métallique a été fabriquée et montée par l'entreprise française Eiffel (entreprise).
Les plans de la station laissent apparaître des superficies importantes non exploitées. Transport for London et Hackney Council ont prévu un re-développement important autour de celle-ci, incluant un nouvel arrêt de bus et des immeubles résidentiels (jusqu'à 18 étages de haut).

## Projet
Deux bretelles situées juste au nord de la station reliaient l'est et l'ouest de la North London Line. La bretelle Ouest sera remise en état pour la East London Line. Il n'y a pas de plans prévus pour l'instant pour la reconstruction de la bretelle Est, bien que le tracé de la voie est protégé pour une utilisation éventuelle future.
Dalston Junction pourrait être une des stations de la Chelsea-Hackney Line reliant Wimbledon à Epping.